# Ramspolbrug
De Ramspolbrug is een brug over het Ramsdiep en de Ramsgeul in de N50 en N765 tussen Kampen en Emmeloord. De Ramspolbrug is de toegang tot de Noordoostpolder vanuit het zuiden.

## Huidige situatie

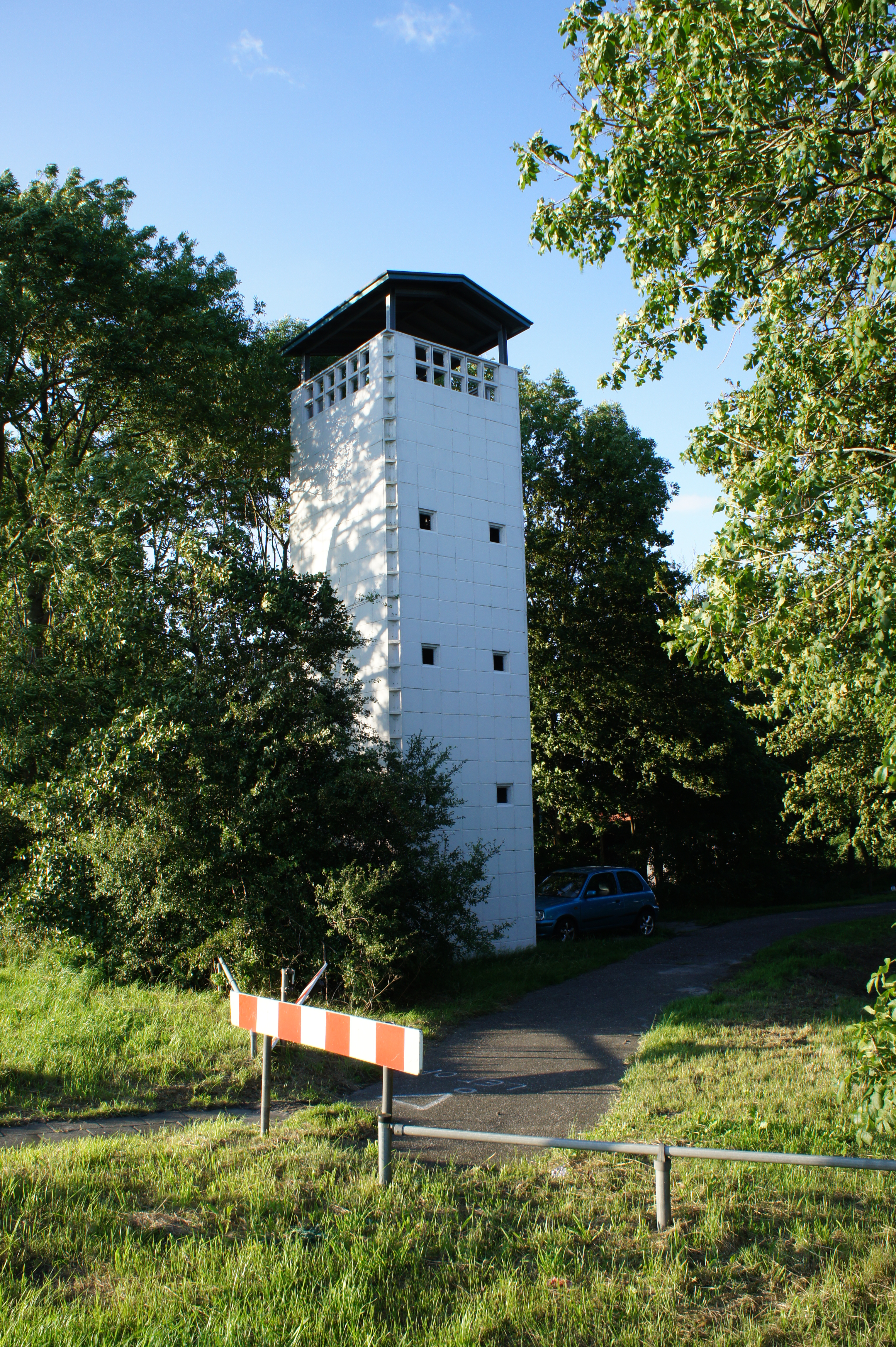
Uitkijktoren Ramspol

De Ramspolbrug bestaat uit twee delen. Het ene deel is een basculebrug met een gesloten doorvaarthoogte van 13,67 meter (t.o.v Meerpeil) en een maximale doorvaartbreedte van 18,2 meter over het Ramsdiep. Het andere vaste deel overspant de Ramsgeul met een doorvaarthoogte van 13,8 meter (t.o.v Meerpeil) en een maximale doorvaartbreedte van 45 meter, dat door een strekdam van de Ramsgeul gescheiden is. Op de brug bevinden zich een autoweg met vier rijstroken met daarnaast een gebiedsontsluitingsweg en een fietspad. Er geldt een snelheidslimiet van 100 km/h op de autoweg N50 en 80 km/h op de parallelweg N765. 
Op de brug over het Ramsdiep is een permanente bediening aanwezig die ook de Eilandbrug over de IJssel bij Kampen bedient. 
Ten westen van de brug ligt de balgstuw die ervoor moet zorgen dat het Zwarte Meer en het Zwarte Water bij een noordwesterstorm worden behoed voor overstromingen door opstuwend water vanuit het Ketelmeer. Aan de noordzijde van de brug staat uitkijktoren Ramspol.

## Oude en nieuwe brug
De oude Ramspolbrug was een basculebrug met een doorvaarthoogte van 5,34 meter en een maximale doorvaartbreedte van 11,90 meter. Op de brug bevonden zich twee bijzonder smalle rijstroken met aan weerszijden een fietspad. Er gold een snelheidslimiet van 50 km/h op de brug en een maximaal toegestaan gewicht van 50 ton. Op de brug was een permanente bediening aanwezig. Vanwege de beperkte hoogte en breedte vormde de brug een hindernis voor zowel het weg- als waterverkeer. Na een jarenlange lobby is besloten tot de bouw van een nieuwe brug.
Op 7 juni 2010 gaf demissionair minister van Verkeer en Waterstaat Camiel Eurlings het startsein voor de bouw van een nieuwe brug. De Ramspolbrug is een van de 30 projecten die in het kader van het plan Spoedaanpak Wegen versneld worden uitgevoerd. De nieuwe brug is gebouwd ten westen van de oude brug en is hoger, breder en veiliger. De nieuwe brug is 13 meter hoger met een beweegbaar deel van 34 meter breed. Als een van de weinige bruggen in Nederland is de brug een zogenaamde energienulbrug. De brug wint energie terug die vrijkomt bij het afremmen van de beweegbare klep en wekt energie op met zonnepanelen. De energie wordt opgeslagen in accupakketten en het overtollige wordt teruggeleverd aan het energienet, waardoor de brug per saldo geen energie gebruikt (de oorspronkelijk bedachte supercondensatoren zijn niet toegepast vanwege twijfels over de toepassing ervan in de infrasector). Vanaf 18 november 2012 is de nieuwe brug in gebruik.
Op 18 november 2012 is de N50 verlegd van de oude brug naar de nieuwe brug. Tot 5 december 2012 liep tijdelijk de N765 nog over de oude brug, waarna de brug buiten gebruik is gesteld. Begin 2013 is de oude brug gesloopt. In de periode dat de brug niet door het wegverkeer werd gebruikt stond de brug permanent open om het scheepvaartverkeer door te laten.